# Mattias av Boulogne
Mattias av Boulogne, född 1137, död 1173, var regerande greve av Boulogne från 1160 till 1173.